# Tolpiodes discipuncta
Tolpiodes discipuncta là một loài bướm đêm trong họ Noctuidae.